# Індекс соціального прогресу

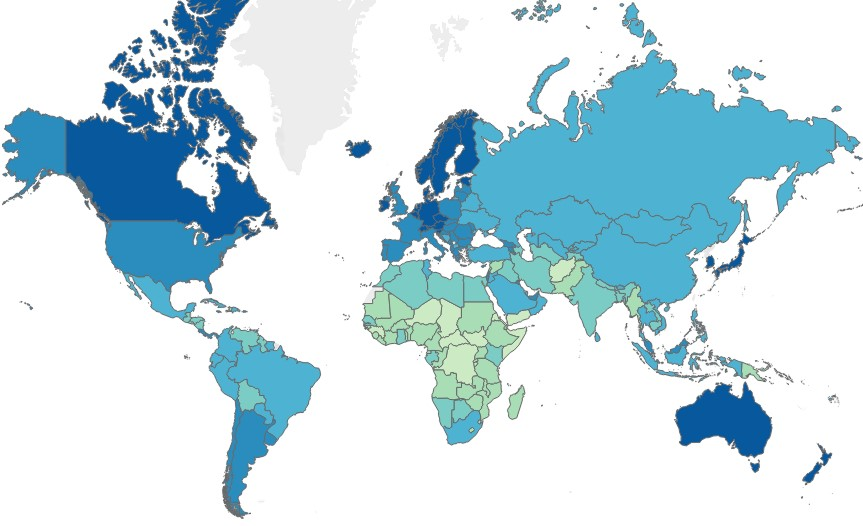
Індекс соціального прогресу у 2022 році

Індекс соціального прогресу (Social Progress Index, SPI) — комплексний показник, який оцінює рівень соціального та екологічного розвитку країн незалежно від їхнього економічного зростання. Його було розроблено неурядовою організацією Social Progress Imperative у співпраці з економістами, включаючи Майкла Портера.
На відміну від традиційних економічних показників, як-от ВВП на душу населення, SPI фокусується саме на якості життя та соціальному розвитку. Це дозволяє краще оцінити добробут населення, особливо в країнах, де високі економічні показники не завжди корелюють із високим рівнем соціального прогресу.
Індекс соціального прогресу використовується для аналізу політики, визначення пріоритетів розвитку та порівняння рівня життя в різних країнах. Він охоплює понад 160 країн. 
Станом на 2021 рік, Україна демонструвала позитивну динаміку в рейтингу Індексу соціального прогресу (Social Progress Index, SPI). Згідно з даними Міністерства соціальної політики України, у 2021 році країна піднялася на 15 позицій, посівши 48-ме місце серед 168 країн зі значенням індексу 75,78. У 2020 році Україна займала 63-тє місце серед 163 країн зі значенням індексу 73,38, що свідчило про підйом на 17 позицій порівняно з попереднім роком. Однак, за даними на 2022 рік, Україна опустилася на 59-те місце з показником 70 балів. Для порівняння, сусідні країни посіли такі місця: Польща — 36-те, Угорщина — 40-ве, Румунія — 44-те, Молдова — 49-те. 

## Структура індексу
SPI вимірює три основні складові:
1. Основні потреби людини (Basic Human Needs):
  - Доступ до харчування та базового медичного обслуговування
  - Доступ до безпечної води та санітарії
  - Житлові умови
  - Безпека особистості
2. Основи добробуту (Foundations of Wellbeing):
  - Доступ до базової освіти
  - Доступ до інформації та комунікацій
  - Стан здоров'я та екологія
  - Якість довкілля
3. Можливості (Opportunity):
  - Особисті права
  - Особиста свобода і вибір
  - Інклюзивність
  - Доступ до вищої освіти

## Світові лідери та аутсайдери за SPI
Зазвичай країни Скандинавії (Норвегія, Швеція, Данія, Фінляндія) займають лідируючі позиції через високий рівень добробуту, соціального захисту та громадянських прав.
Країни з низьким рівнем розвитку (наприклад, Афганістан, Чад, Центральноафриканська Республіка) мають найнижчі показники через бідність, політичну нестабільність та слабку соціальну інфраструктуру.

## Недоліки SPI
- Не враховує економічні фактори, що може створювати неповну картину.
- Дані можуть мати затримку, оскільки багато соціальних показників оновлюються не щороку.
- Культурні та регіональні відмінності можуть впливати на оцінки певних аспектів (наприклад, прав і свобод).